# Myrcianthes prodigiosa
Myrcianthes prodigiosa är en myrtenväxtart som beskrevs av Mcvaugh. Myrcianthes prodigiosa ingår i släktet Myrcianthes och familjen myrtenväxter. Inga underarter finns listade i Catalogue of Life.